# Кулакова, Жанна Михайловна
Жа́нна Миха́йловна Кулако́ва — председатель Даугавпилсской городской думы с 24 марта 2011 по 1 июля 2013. Председатель городской Партии развития в 2011—2012 гг.

## Биография
В результате переворота, произошедшего в Даугавпилсской Думе 18 марта 2011, Жанна Кулакова сменила на посту председателя Думы Яниса Лачплесиса.
1 июня 2013 года на выборах в городскую Думу Даугавпилса партия Жанны Кулаковой (Партия Реформ) не смогла получить ни одного места в новой Думе.

## Партия развития
С весны 2011 года возглавила оргкомитет по учреждению новой городской Партии развития на основе отделения ЛПП/ЛЦ, от которой Кулакова была избрана в Даугавпилсскую думу в 2009 году. 21 ноября 2011 года состоялся учредительный съезд новой партии в ЦЛК (Центр латышской культуры), 255 членов, Кулакова избрана председателем правления партии.
11 сентября 2012 года на собрании партии после отчета оставила пост главы партии, на её место избран Янис Дукшинский.

## Партия реформ
20 сентября 2012 г. на пресс-конференции Кулакова объявила о вступлении в Партию реформ.
24 сентября принята в партию.
В конце ноября избрана главой городского отделения Партии реформ.

## Агентство туризма
10 июля 2020 года информация о назначении зам. директора Туристического агентства градишке
29 декабря 2020 года назначена руководителем АТ в заседании Магистрата, по представлению комиссии Л.Янковской.
27 октября 2022 года, в заседании Магистрата, уволена с поста руководителя ТА, по соглашению сторон с 1 ноября 2022 года.

## Хобби
Любит езду на автомобилях и мотоциклах, 22 февраля 2012 года в городском музее открылась выставка старых вещей из собрания Ж. Кулаковой.